# 小牛田競馬場
小牛田競馬場（こごたけいばじょう）は、現在の宮城県遠田郡美里町石神-山王-江の内付近（山の神神社の東側一帯）に1932年から1939年にかけて存在した地方競馬の競馬場。毎年春季・秋季に分けて競馬が開催されていたが、日中戦争勃発による軍馬資源保護法が公布されたことより、1939年（昭和14年）4月に事実上廃止された。なお、ここでいう地方競馬とは、1927年制定、1939年失効の地方競馬規則で定義された地方競馬を指す（現在一般的に呼称する地方競馬とは本質的に異なる）。以下、本稿では特に断りのない限り地方競馬と記述する場合、地方競馬規則で定義された地方競馬を指すこととする。

## 設置の経緯
地方競馬規則では宮城県内に設置できる地方競馬の競馬場は3場までと定められており、宮城県における地方競馬を施行していた宮城県産馬畜産組合は愛子競馬場、仙台競馬場、石巻競馬場の3競馬場を設置し、地方競馬を開催していた。しかし、1931年（昭和6年）に愛子競馬場が事業不振により廃止されたため、その代替となる競馬場を「県北の交通至便の地」に設置することとなった。競馬場誘致による町興しの目論見から小牛田町（現：美里町）の他に、古川町（現：大崎市）、涌谷町等が名乗りを上げたが、1932年（昭和7年）1月、宮城県産馬畜産組合は1929年（昭和5年）8月に素山公園の広場にて花競馬を開催し、盛況博した実績を持つ小牛田町に競馬場を設置することに決定、同地競馬倶楽部会長である小牛田町の名士斎藤慎七らと契約し、建設工事に着手、1932年（昭和7年）4月に竣工した。

## 施設の概要

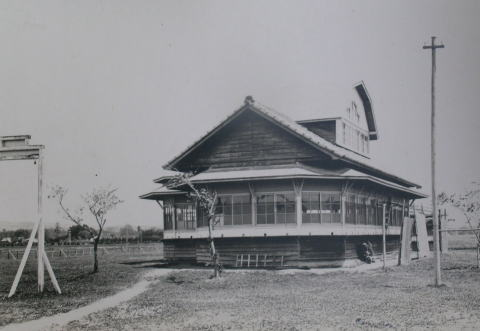
小牛田競馬場の投票所 仙台競馬場の建物に比べて意匠が凝らされている

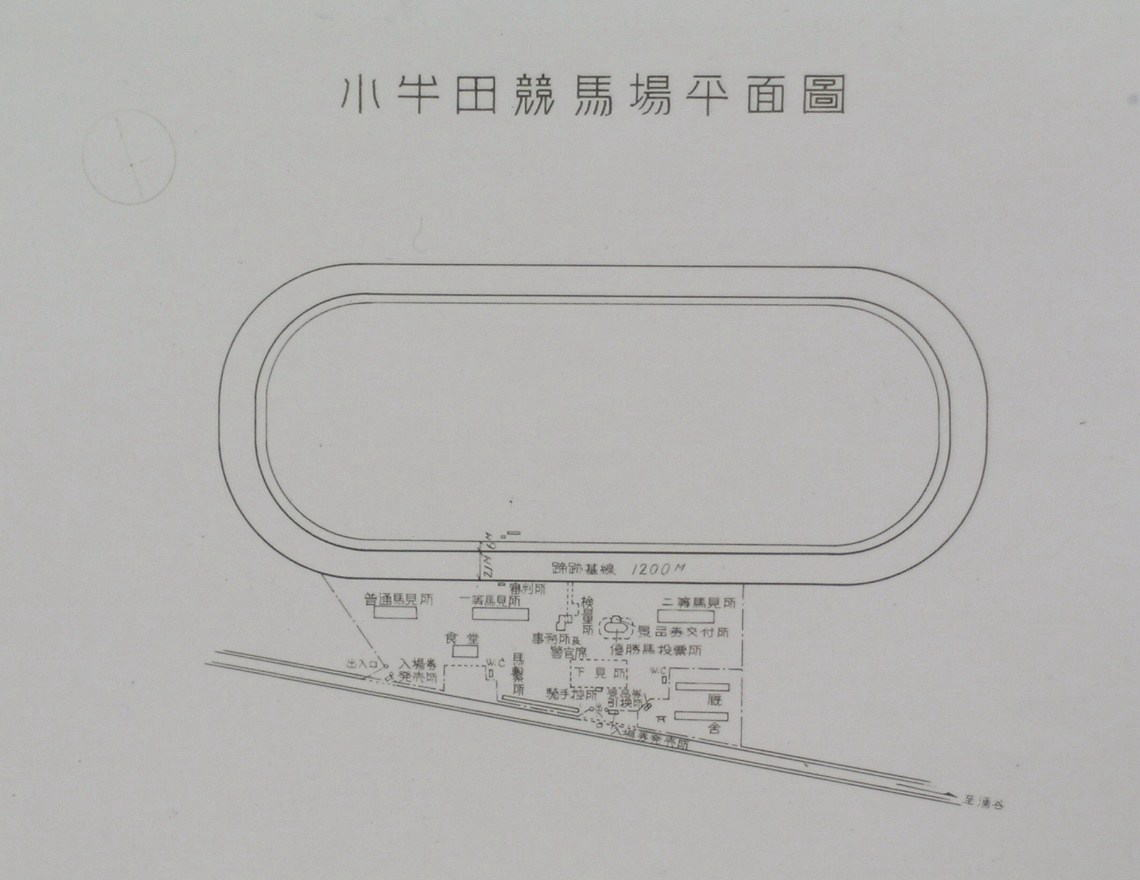
小牛田競馬場の平面図（昭和14年頃）

場内には1周1200m、幅27m（1935年夏より21m）の右回りコースの他、一等・二等・普通馬見所（スタンド）、検量所兼事務所、投票所、引換所、厩舎、下見所（パドック）、厩舎、食堂等の設備が設けられており、また、意匠面には近代建築の要素が取り入れられていた。（写真参照）
この他にも開催時には各種飲食店や予想屋の屋台が出店し、好調時には相当な賑わいを見せていたという。